# Guaranis
Pour les articles homonymes, voir Guarani.
Les Guaranis (en espagnol : Guaranís) forment un groupe de populations indigènes des régions amazoniennes du Brésil, d'Argentine, de Bolivie, de l'Uruguay et du Paraguay, de langue guarani, représentant environ 300 000 personnes.

## Organisation sociale
Les Guaranis forment une société qui a beaucoup intéressé les anthropologues, notamment Pierre Clastres, qui a noté qu'il n'existait dans cette culture aucun « État » et que si la tribu avait bien un chef, son rôle est limité. Il doit être un bon orateur, un bon chasseur et un bon mari. En outre, il n'a pas le pouvoir, « il est l'homme qui parle un point c'est tout ». C'est à travers ce chef que se déroulent les échanges de biens ou de femmes, par exemple.
Cette analyse est critiquée maladroitement et idéologiquement par le sociologue Jean-William Lapierre  pour qui l'existence d'un pouvoir politique ne nécessite pas forcément la force : il existe d'autres formes de contraintes plus subtiles. Ce dernier observe que les rites d'initiation du début de l'adolescence sont très durs, prenant l'apparence d'une sorte de torture. Il en conclut que le chef n'a pas besoin de faire respecter la tradition car celle-ci est atavique. Enfin il critique la lecture idyllique de Pierre Clastres pour qui il n'y a pas de différenciation entre les uns et les autres : les hommes ont le droit de vie et de mort sur leur femme. Deuxième élément, il existe des « chefs de chasse » qui forment une sorte d'aristocratie, ce sont eux qui élisent le chef. Finalement, il existerait bien un pouvoir politique, mais diffus. Il faut donc parler en termes de gradation du pouvoir.

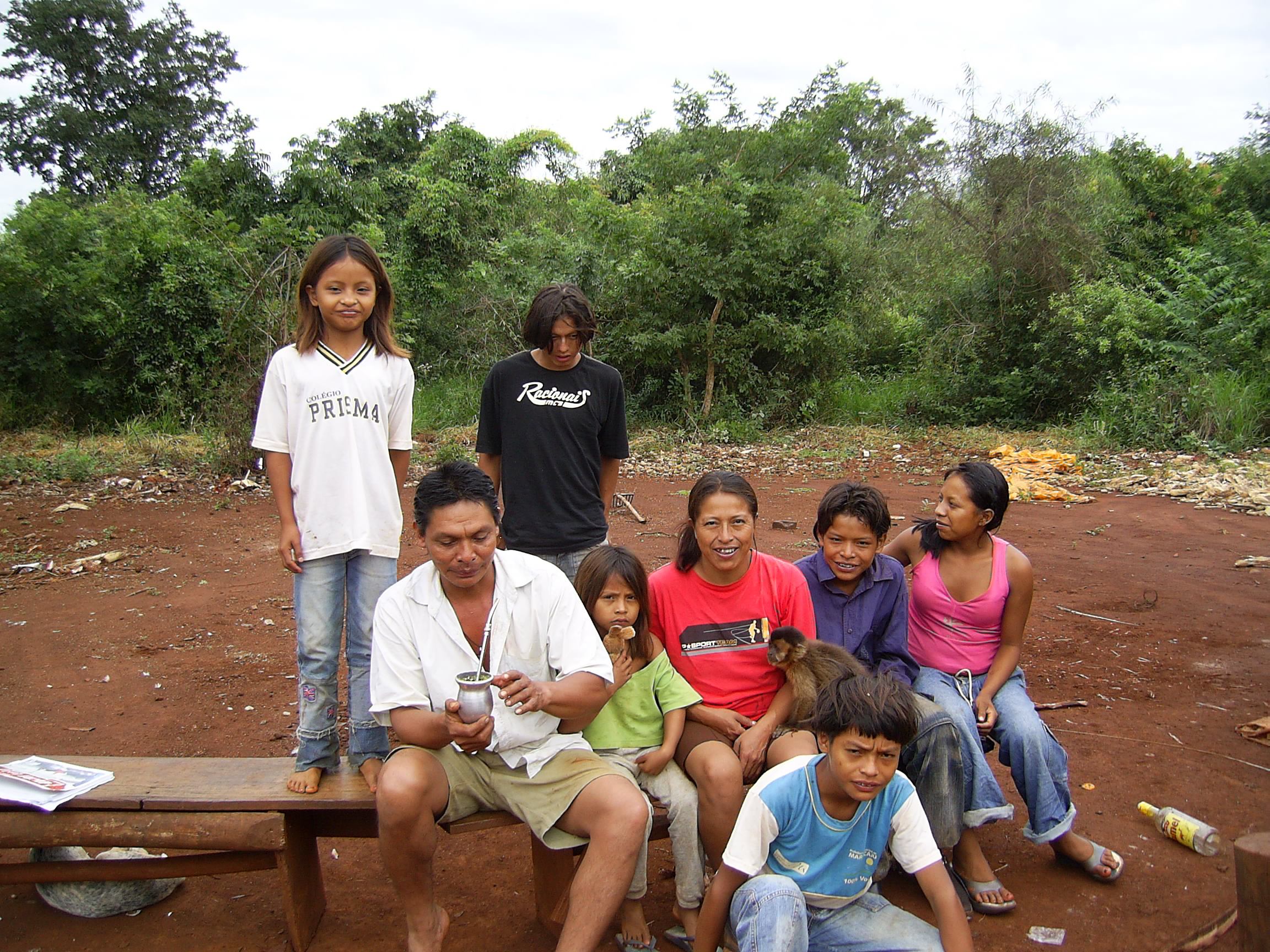
Comme de nombreux peuples amérindiens, les guaranis sont confrontés à un brutal changement de culture et d'environnement.
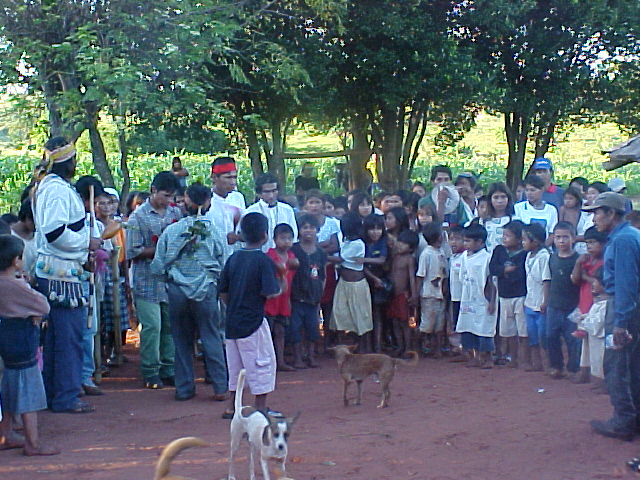
Cérémonie guarani (nandeva) dans une réserve du Mato Grosso do Sul.
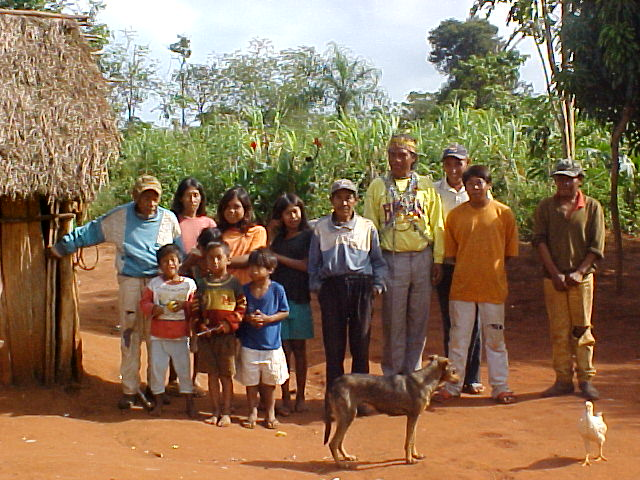
Famille du Mato Grosso do Sul, en 2004.
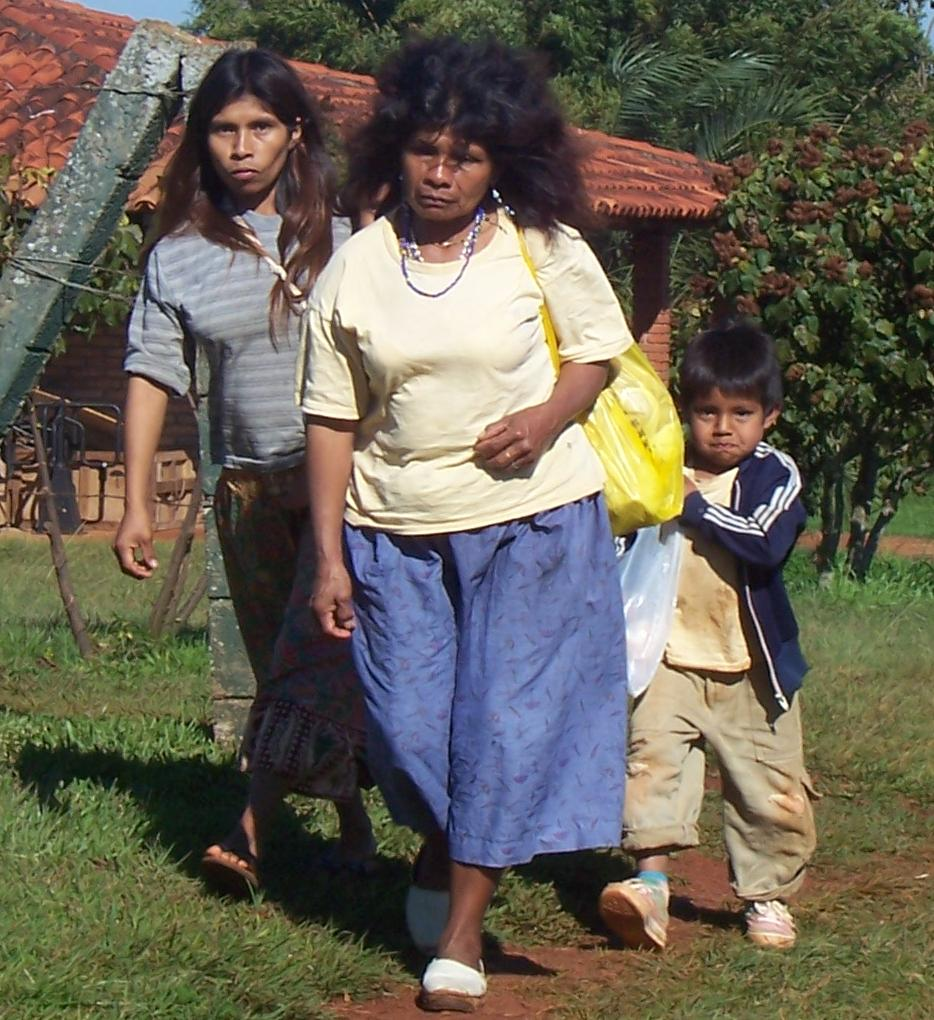
Dans la réserve de Sao Miguel das Missoes (Rio Grande do Sul).
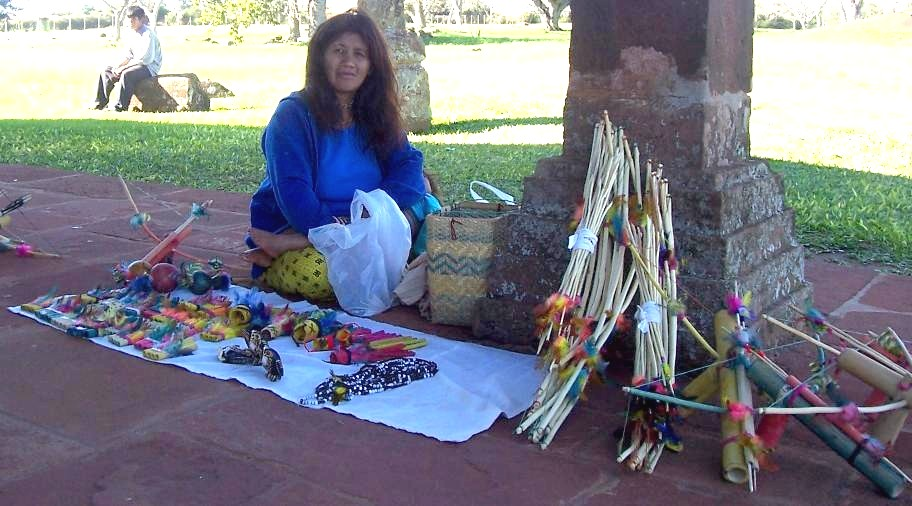
Artisanat, ancienne mission jésuite de São Miguel Arcanjo (juillet 2006).
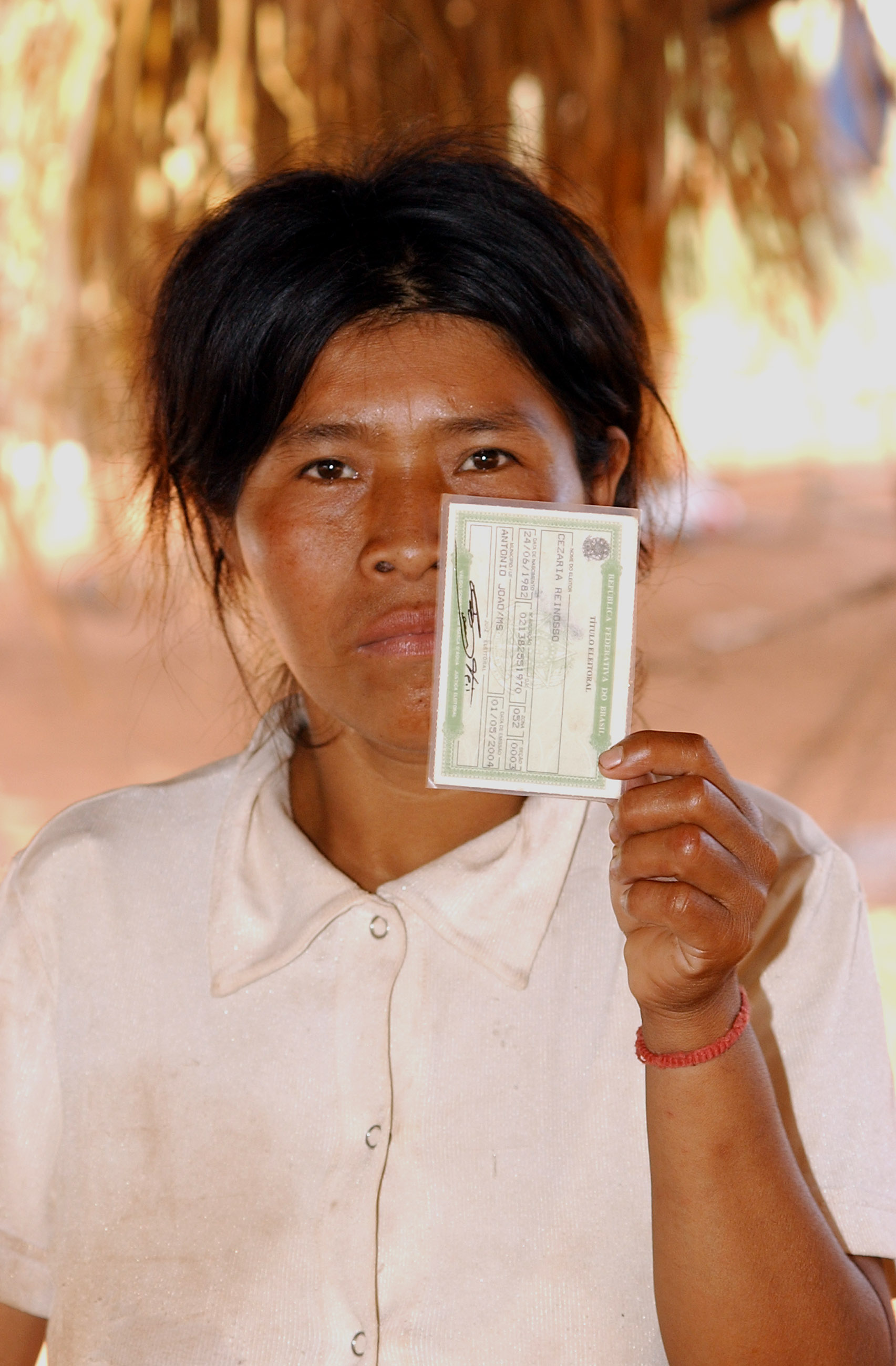
Les guaranis sont théoriquement des citoyens comme les autres, comme en témoigne cette carte d'électeur, ils ont néanmoins été expulsés de leurs terres par les planteurs de soja et de canne à sucre.

## Enjeux sociaux

### Crise alimentaire
Peu après la décision, en février 2007, du gouvernement de l'État du Mato Grosso do Sul de cesser de fournir une aide alimentaire aux Indiens Guarani du Brésil, deux enfants sont morts et plusieurs dizaines d'autres ont été hospitalisés des suites de malnutrition aiguë. Après le scandale, en 2004, de la mort de 21 enfants, ce programme alimentaire avait été mis en place pour aider les familles les plus démunies. Les Guarani occupaient 8 Mha de forêts dans le Mato Grosso do Sul actuel. Expulsés par les planteurs de soja et les éleveurs de bétail, les 30 000 Guarani restants vivent dans des campements surpeuplés. En 2005, ils avaient alerté les autorités sur le fait que la malnutrition et la misère étaient liées au manque de terre : « On ne peut discuter de ce problème comme s'il s'agissait simplement de « donner à manger aux Indiens ». Nous étions un peuple libre dans un environnement généreux. Aujourd'hui, notre vie dépend de l'aide du gouvernement. Cette politique paternaliste ne nous permet pas de nous épanouir en tant que peuple. Nous devons faire revivre nos terres ; elles doivent être officiellement reconnues par le gouvernement, et leurs envahisseurs doivent en être chassés. »
De rares Indiens guaranis ayant échappé à l'assimilation vivent encore en tribu, dans la jungle du Nord Paraguay. Mais leur territoire, menacé de déforestation, se réduit considérablement.
Peuple semi-nomades, les Guarani se déplaçaient autrefois à la recherche de terres fertiles.

### Suicides
Une étude de 2014 révèle qu’une tribu brésilienne, les Guarani-Kaiowá, détient le taux de suicide le plus élevé au monde, du fait qu'ils ont été expulsés de leurs terres transformées en fermes d’élevage et en plantations de canne à sucre.
Cette population est d'autant plus menacée que le président Jair Bolsonaro soutenait activement le développement agricole jusqu'à la fin de sa présidence.